# 特技人 (電視劇)
《特技人》是香港電視廣播有限公司拍攝製作的時裝電視劇；由譚俊彥、朱晨麗、關楚耀及傅嘉莉領銜主演，監製王偉仁。故事以特技人作宣傳包裝，講及特技人背後的故事。
此劇為2018無綫節目巡禮13部劇集之一、2018年香港國際影視展17部推介劇集之一及2018年TVB Amazing Summer推介劇集之一。

## 劇情簡介
「顛峰特技隊」曾是香港電影界享負盛名的飛車特技團隊，隨着電影業式微及萎縮，顛峰已過，兩年前更因隊員洛之華（溫家偉飾）在參與拍攝特技過程時遇上意外，引致雙腳殘廢，齊大志（譚俊彦飾）內疚自責，遂將「顛峰」解散。此事令齊大志與小師妹常美姝（朱晨麗飾）的關係跌至冰點。常美姝為了繼承亡父遺志，用盡方法令齊大志重振「顛峰」。幾番擾攘，齊大志終於克服心理障礙，帶同一眾師弟回歸片場。齊大志發現對「師妹」常美姝有着另類感情……

## 演員表

### 顛峰特技隊
| 演員            | 角色   | 暱稱／關係 |
| 劉天龍          | 常金峰 | 特技人 袁雅琳之亡夫 常美姝之亡父 阮競勇之亡師兄 齊大志、鄭逸飛、楊少聰、羅米傑、洛之華之亡師父 |
| 楊證樺          | 阮競勇 | 常金峰之師弟 齊大志之師叔，已於多年前反目，並與其有一個不可告人的秘密，並以此要脅其 常美姝、鄭逸飛、楊少聰、羅米傑、洛之華之師叔 18年前與常金峰綁架姚知行，在其車禍後得知是其放走姚知行時被齊大志發現 沉迷賭博，故欠下黎炭大量賭債 於第20集登場 於第23集與李炯一同綁架姚知行及嚴承澤 於第24集先後刺死李烔及其手下，後企圖刺死姚知行，最後在槍傷齊大志的同時被及時趕到的詹國偉開槍擊斃                                                      |
| 譚焯升（青年）  | 齊大志 | 大志哥、大師兄 大志車房老闆／飛車特技人 常金峰、袁雅琳之徒弟 阮競勇之師侄，已於多年前反目 鄭逸飛、楊少聰、羅米傑、洛之華之大師兄及好兄弟 多年前曾誤入歧途，後得常金峰勸導後改邪歸正 黎炭之前手下 於第1集（2016年）認為自己的失誤間接造成洛之華參與拍攝飛車特技時遇上意外導致雙腳殘廢而把顛峰特技隊解散，兩年後被眾人勸服並重組顛峰特技隊 於第25集在拍攝時剎車系統失靈而遇險，後得常美姝幫助下脫險，但間接令其受重傷而導致雙腳殘廢 參見齊家 |
| 譚俊彥          | 齊大志 | 大志哥、大師兄 大志車房老闆／飛車特技人 常金峰、袁雅琳之徒弟 阮競勇之師侄，已於多年前反目 鄭逸飛、楊少聰、羅米傑、洛之華之大師兄及好兄弟 多年前曾誤入歧途，後得常金峰勸導後改邪歸正 黎炭之前手下 於第1集（2016年）認為自己的失誤間接造成洛之華參與拍攝飛車特技時遇上意外導致雙腳殘廢而把顛峰特技隊解散，兩年後被眾人勸服並重組顛峰特技隊 於第25集在拍攝時剎車系統失靈而遇險，後得常美姝幫助下脫險，但間接令其受重傷而導致雙腳殘廢 參見齊家 |
| 溫家偉          | 洛之華 | 芝麻 特技人 齊大志、常美姝、鄭逸飛、楊少聰、羅米傑之同門師兄弟及好友 於第1集（2016年）參與拍攝飛車特技時遇上意外導致雙腳殘廢 因認為自己受傷令顛峰特技隊解散而感內疚，因此一度拒絕接受物理治療，最後因齊大志願意將顛峰特技隊重組而決心前往外國接受治療 於第25集雖然不能站立，但已經開始康復 |
| 錢 悅（童年）   | 常美姝 | May豬、妹豬 特技人 26歲 齊大志之師妹兼監護对象 鄭逸飛、楊少聰、羅米傑、洛之華之同門師妹及好友 齊冠一之師叔、好友兼準继母，与其同居 患有貧血，曾因此在拍攝期間在片場暈倒送院 於第25集在拍攝時因救齊大志而滾下山坡而重傷昏迷，最後甦醒但雙腳殘廢 參見常家 |
| 朱晨麗          | 常美姝 | May豬、妹豬 特技人 26歲 齊大志之師妹兼監護对象 鄭逸飛、楊少聰、羅米傑、洛之華之同門師妹及好友 齊冠一之師叔、好友兼準继母，与其同居 患有貧血，曾因此在拍攝期間在片場暈倒送院 於第25集在拍攝時因救齊大志而滾下山坡而重傷昏迷，最後甦醒但雙腳殘廢 參見常家 |
| 林師傑          | 鄭逸飛 | 飛邊 特技人／遙控車店職員 齊大志、常美姝、楊少聰、羅米傑、洛之華之同門師兄弟及好兄弟 多年前曾因替琪頂罪而入獄 於第5集被李炯的手下帶走，並被其要求參與不法活動後被警察拘捕，後再被李炯手下恐嚇 於第20集被琪正式拒絕 |
| 羅浩銘          | 楊少聰 | 走蔥 特技人／健身教練／新泰拳拳王 楊鐵之子 包小娟之子 齊大志、常美姝、鄭逸飛、羅米傑、洛之華之同門師兄弟及好兄弟 於第7集起找尋楊鐵 於第9集將楊鐵接回家團聚 於第10集贏出泰拳比賽，成為新一代泰拳拳王 |
| 鄭耀軒 （童年） | 羅米傑 | 糯米 特技人／貨車司機 袁丸之小學同學 齊大志、常美姝、鄭逸飛、楊少聰、洛之華之同門師兄弟及好兄弟 視海滔滔為情敵 於第14集及時救出因醉酒而差點遭松少侵犯的袁丸 於第19集因接了危險替身工作而被火燒受傷暈倒，第20集甦醒 |
| 方紹聰          | 羅米傑 | 糯米 特技人／貨車司機 袁丸之小學同學 齊大志、常美姝、鄭逸飛、楊少聰、洛之華之同門師兄弟及好兄弟 視海滔滔為情敵 於第14集及時救出因醉酒而差點遭松少侵犯的袁丸 於第19集因接了危險替身工作而被火燒受傷暈倒，第20集甦醒 |
| 馬譽軒（童年）  | 姚知行 | Duncan、姚Duncan、行仔、八萬大導 電影導演 於第25集加入顛峰特技隊 《被遺忘的人》之導演 參見姚家 |
| 關楚耀          | 姚知行 | Duncan、姚Duncan、行仔、八萬大導 電影導演 於第25集加入顛峰特技隊 《被遺忘的人》之導演 參見姚家 |

### 木南娛樂工作室
| 演員           | 角色   | 暱稱／關係 |
| 胡諾言         | 余偉楠 | Raymond、Raymond哥、腩仔（姚知行、沈穎專稱） 老闆／經理人 秦瑧之經理人兼好友 袁丸、海滔滔之經理人 姚知行之中學同學兼好兄弟 沈穎之歡喜冤家 申浩然之前經理人 被嚴化冰利用，後反目 齊大志之朋友 於第2集登場 於第19集鼓勵嚴承澤在音樂方面發展 於第22集告知姚昊榮由姚知行回港後嚴化冰曾多次暗中離間其與姚知行 於第25集入股「我們這一間」咖啡店 影射陳自強     |
| 傅嘉莉         | 秦 臻  | 津津 演員／旗下藝人 暗戀姚知行，後為其女友 袁丸之前輩 常美姝之好友 霍大衛之前女友 曾被狂迷恐嚇 曾因出席父母為生意安排的富商飯局後醉酒而被富商企圖不軌，並被記者偷拍後發放 於第2集登場 於第16集得知姚知行追求常美姝 參見秦家 |
| 黃雪兒（童年） | 袁 丸  | 丸丸 旗下藝人 羅米傑之小學同學兼暗戀對象，後對其有好感，後為妻子 秦瑧之後輩及好友 澳門人 曾因藏有壯陽藥而被警察拘捕並控告藏毒，經調查後證實為被人刻意陷害，但仍令形象及人氣下跌，而被公司雪藏 於第7集登場 於第14集因醉酒而差點遭松少侵犯，幸得羅米傑及時發現並出手相救而脫險，後得秦瑧提攜下重新投入工作 於第18集發現自己懷孕，並告知羅米傑 於第20集流產 |
| 李君妍         | 袁 丸  | 丸丸 旗下藝人 羅米傑之小學同學兼暗戀對象，後對其有好感，後為妻子 秦瑧之後輩及好友 澳門人 曾因藏有壯陽藥而被警察拘捕並控告藏毒，經調查後證實為被人刻意陷害，但仍令形象及人氣下跌，而被公司雪藏 於第7集登場 於第14集因醉酒而差點遭松少侵犯，幸得羅米傑及時發現並出手相救而脫險，後得秦瑧提攜下重新投入工作 於第18集發現自己懷孕，並告知羅米傑 於第20集流產 |
| 吳卓衡         | 海滔滔 | 滔滔、海王子（其歌迷專用） 旗下藝人 於第7集登場 於第19集在Stunt吧舉行小型演奏會 於第22集與嚴承澤組成歌唱組合「海鹽兄弟」 |
| 楊嘉欣         | 鳳     | 員工 秦臻之助手 於第2集登場 |
| 張雪瑩         | Molly  | 員工 余偉楠之秘書 於第9集登場 |
| 朱敏瀚         | 嚴承澤 | Matthew、冰之子 旗下歌手（第22集起） 於第22集與海滔滔組成歌唱組合「海鹽兄弟」 參見姚家 |
| 袁文傑         | 申浩然 | 浩然哥 演員 余偉楠前旗下藝人，後背叛其 沈穎之前男友，騙取其金錢後拋棄 （客串大結局） |

### 姚家
| 演員           | 角色   | 暱稱／關係 |
| 洋             | 姚昊榮 | 富商／昊榮集團創辦人及總裁 香之夫 姚知行之父，與其不和兼被其誤會，後和好 嚴化冰之夫，後猜忌其，後反目，最後和好 嚴承澤之繼父 患有腦血管瘤，第17集康復 於第3集登場 於第14集在常美姝幫助下與姚知行和好 於第16集因姚知行願意返回昊榮集團工作，而願意做手術 於第22集投資木南娛樂，後從余偉楠口中得知與姚知行被嚴化冰暗中離間，後命令嚴化冰不可插手公司事務 於第24集得知嚴化冰企圖不管姚知行死活後與其爭執時被嚴承澤錯手推跌撞傷頭部而昏迷，最後甦醒，但決定向警察交代是自己失足受傷 於第25集讓姚知行及嚴承澤追夢 |
| 周寶霖         | 香     | 香姐 姚昊榮之亡妻 姚知行之亡母 嚴化冰之亡情敵 僅在姚知行的記憶中出現 |
| 楊玉梅         | 嚴化冰 | Elsa、Elsa姐、冰姨、冰姐、姚太 前藝人／醫學美容公司老闆 嚴承澤之母，後被其反目，最後和好 姚昊榮之繼室，後被其猜忌，後被其反目，最後和好 姚知行之繼母，與其不和兼被其憎恨，並針對兼陷害其，後反目，最後和好 利用余偉楠，後反目 有機心，企圖利用嚴承澤爭奪姚昊榮的身家 於第3集登場 於第13集得悉姚昊榮患有腦血管瘤，並阻止其與姚知行見面 於第14集被姚知行發現10多年來一直設局離間他們 於第22集被姚昊榮得知暗中離間其與姚知行，後被其命令不可插手公司事務 於第23集得悉姚知行及嚴承澤被綁架，由於贖金不足，最後只能救回嚴承澤 於第24集被嚴承澤得悉未有交足贖款救姚知行一事而爭執，爭執期間被姚昊榮目睹，後嚴承澤為了阻止姚昊榮向自己動武而間接錯手推跌姚昊榮，最後得知姚昊榮與姚知行一直都非常愛惜自己與嚴承澤後感內疚，後鼓勵嚴承澤追尋音樂夢想 |
| 馬譽軒（童年） | 姚知行 | Duncan、姚Duncan、行仔、八萬大導 電影導演／昊榮集團部門經理（第16集起） 姚昊榮之子，與其不和兼誤會其，後和好 香之子 嚴化冰之繼子，與其不和兼憎恨其，並被其針對兼陷害，後反目，最後和好 嚴承澤之繼兄，與其感情良好 余偉楠之中學同學兼好兄弟 殷秀娜之前男友 暗戀常美姝，後追求其，最後放棄 秦臻之暗戀對象，後為朋友，後對其產生好感，最終成為男友 於18年前被綁架，後被常金峰救走而導致其遇上交通意外身亡，而間接令常美姝家散人亡 曾到外國流浪3年 於第13集從嚴承澤中得悉姚昊榮患有腦血管瘤，並被嚴化冰阻止與其見面 於第14集發現10多年來一直被嚴化冰設局離間 於第16集為令姚昊榮願意做手術而暫時放棄成為知名導演的夢想，並到昊榮集團工作 於第23集得悉18年前自己被綁架及常金峰車禍死亡的真相，後打算救嚴承澤時被李炯及阮競勇綁架 於第24集在齊大志及警方協助下獲救 於第25集創作有關特技人的電影《被遺忘的人》正式上映，雖票房及口碑報捷，但因拍攝期間發生意外令常美姝雙腳殘廢而沒覺得快樂，並覺得虧欠其 |
| 關楚耀         | 姚知行 | Duncan、姚Duncan、行仔、八萬大導 電影導演／昊榮集團部門經理（第16集起） 姚昊榮之子，與其不和兼誤會其，後和好 香之子 嚴化冰之繼子，與其不和兼憎恨其，並被其針對兼陷害，後反目，最後和好 嚴承澤之繼兄，與其感情良好 余偉楠之中學同學兼好兄弟 殷秀娜之前男友 暗戀常美姝，後追求其，最後放棄 秦臻之暗戀對象，後為朋友，後對其產生好感，最終成為男友 於18年前被綁架，後被常金峰救走而導致其遇上交通意外身亡，而間接令常美姝家散人亡 曾到外國流浪3年 於第13集從嚴承澤中得悉姚昊榮患有腦血管瘤，並被嚴化冰阻止與其見面 於第14集發現10多年來一直被嚴化冰設局離間 於第16集為令姚昊榮願意做手術而暫時放棄成為知名導演的夢想，並到昊榮集團工作 於第23集得悉18年前自己被綁架及常金峰車禍死亡的真相，後打算救嚴承澤時被李炯及阮競勇綁架 於第24集在齊大志及警方協助下獲救 於第25集創作有關特技人的電影《被遺忘的人》正式上映，雖票房及口碑報捷，但因拍攝期間發生意外令常美姝雙腳殘廢而沒覺得快樂，並覺得虧欠其 |
| 朱敏瀚         | 嚴承澤 | Matthew、冰之子 昊榮集團部門經理／歌手（第22集起） 嚴化冰之子，被其利用，後反目，最後和好 姚昊榮之繼子 姚知行之繼弟，與其感情良好 殷秀娜之男友，後為未婚夫，後分手，最終復合 在嚴化冰安排下在姚昊榮的公司內工作，而被迫放棄夢想音樂 無意與姚知行比較及爭奪姚昊榮的家產 於第3集登場 於第13集得悉姚昊榮患有腦血管瘤，並告訴姚知行 於第16集因胃潰瘍而入院，後出院 於第22集在余偉楠鼓勵下決定向音樂發展，後與海滔滔組成「海鹽兄弟」 於第23集被李炯及阮競勇綁架，後被放走 於第24集因得悉嚴化冰未有交足贖款救姚知行一事而與嚴化冰爭執，其後為了阻止姚昊榮向嚴化冰動武而錯手推跌姚昊榮 於第25集在父母鼓勵下到美國報讀短期音樂課程 |

### 黛黛平安健康食品公司
| 演員   | 角色   | 暱稱／關係 |
| 沈卓盈 | 方黛兒 | Daisy 老闆 齊大志之前女友兼好友 齊冠一之母，誕下其後獨自前往美國進修，並將其交由齊大志照顧 歐俊民之妻，後一度被反目，後和好，後反目，最後離婚後成為好友 隱瞞歐俊民曾經與齊大志生小孩 於第8集出現，第9集正式登場 於第12集被歐俊民發現與齊冠一的關係及被其誤會與齊大志餘情未了而吵架並離家出走，於第13集和好 於第13集在齊大志幫忙接洽下，決定與秦臻及秦振國合作，開設網店售賣健康產品 於第14集得知秦臻父親欠債後仍願意繼續與其合作，並借20萬給其渡過難關，卻被歐俊民誤會與齊大志餘情未了 於第15集得知歐俊民與Mia的關係及其針對齊冠一而離開其 於第20集將公司交給他人接手 於第21集與歐俊民返回美國，並帶上齊冠一                 |
| 曾航生 | 歐俊民 | Perry 合夥人 方黛兒之夫，後一度反目，後和好，後被其反目，最後離婚後成為好友 Mia之前情夫，後復合但沒愛過其，最後反目 視齊大志為情敵，並針對其，後反目，最後和好 名義上為齊冠一之繼父，並針對其，後反目，最後和好 於第11集登場 於第12集發現方黛兒與齊冠一的關係，並誤會其與齊大志餘情未了而吵架，於第13集和好 於第14集因方黛兒借錢給秦臻而誤會其與齊大志餘情未了，後一怒之下與Mia發生關係 於第15集被方黛兒得知針對齊冠一及與Mia的關係 於第18集帶走齊冠一 於第19集故意用鐵棍打傷自己並誣告齊大志嚴重傷人，最後被警方拘捕並被交代會被控告浪費警力、妨礙司法公正罪及經診斷後發現患上鬱燥症 於第21集與方黛兒返回美國，並帶上齊冠一 |
| 朱樂洺 |        | 職員 |
| 梁 茵  |        | 職員 |
| 周梓盈 |        | 職員 |

### 齊家
| 演員           | 角色   | 暱稱／關係 |
| 譚焯升（青年） | 齊大志 | 大志哥、大志 大志車房老闆／飛車特技人 方黛兒之前男友兼好友 齊冠一之父 常美姝之監護人兼暗戀对象，與其同居，後成其男友 被歐俊民視為情敵兼針對，後反目，最後和好 於第15集入股「我們這一家」咖啡店 於第18集決定向常美姝表白，卻先後從其、方黛兒分別得知袁雅琳病情惡化及齊冠一被歐俊民帶走，最後選擇尋找齊冠一 於第19集找到齊冠一，後被歐俊民誣吿嚴重傷人，最後無罪釋放 於第24集為了救姚知行而被阮競勇開槍射傷 |
| 譚俊彥         | 齊大志 | 大志哥、大志 大志車房老闆／飛車特技人 方黛兒之前男友兼好友 齊冠一之父 常美姝之監護人兼暗戀对象，與其同居，後成其男友 被歐俊民視為情敵兼針對，後反目，最後和好 於第15集入股「我們這一家」咖啡店 於第18集決定向常美姝表白，卻先後從其、方黛兒分別得知袁雅琳病情惡化及齊冠一被歐俊民帶走，最後選擇尋找齊冠一 於第19集找到齊冠一，後被歐俊民誣吿嚴重傷人，最後無罪釋放 於第24集為了救姚知行而被阮競勇開槍射傷 |
| 楊凱博         | 齊冠一 | 一哥 齊大志、方黛兒之子 常美姝之師侄、好友兼準继子 名義上为歐俊民之繼子，並被其針對，後反目，最後和好 被方黛兒誕下後前往美國進修，並被其交由齊大志及常美姝照顧 於第18集被歐俊民帶走 於第19集被齊大志救出 於第21集跟隨方黛兒及歐俊民前往美國留學及生活 於第25集與常美姝視像通話 |

### 常家
| 演員          | 角色   | 暱稱／關係 |
| 劉天龍        | 常金峰 | 1968年出生，2000年逝世 特技人 袁雅琳之亡夫 常美姝之亡父 阮競勇之亡師兄 齊大志之亡師父 姚知行之恩人 於18年前為救被綁架的姚知行而發生交通意外身亡，實為與阮競勇綁架其後感到後悔而把其救走 為人非常有義氣，經常借錢給朋友渡過難關而忽略自己家庭經濟問題 |
| 區靄玲        | 袁雅琳 | 1972年出生，2018年逝世 常金峰之妻 常美姝之母，因在其八歲時拋棄其而被其憎恨，後覺得愧對其，後和好 齊大志之師母 得悉姚知行是當年常金峰拯救的小孩 於18年前因常金峰突然去世及家中出現財務問題而大受打擊，後為逃離傷心地而拋棄了常美姝，並前往台灣生活 患有急性血癌 拜託齊大志隱瞞常美姝返港及患癌一事 於第4集在姚知行的回憶中出現，第10集正式登場 於第12集與常美姝重遇 於第13集被常美姝得悉自己患有血癌 於第14集返回台灣繼續接受癌症治療 於第18集被交代病情惡化 於第19集病逝       |
| 錢 悅（童年） | 常美姝 | May豬、妹豬 特技人／「我們這一間」咖啡店老闆娘 26歲(1992年) 不喜歡別人幫自己做決定 常金峰之女，視其為偶像 袁雅琳之女，因八歲時被其抛棄而憎恨其，後和好 暗戀齊大志，後為其女友，於第25集接受其求婚成為其未婚妻 秦臻之好友 患有貧血問題 曾在拍攝期間突然暈倒而入院 於第12集與袁雅琳重遇 於第13集在齊大志口中得悉袁雅琳患有血癌 於第19集前往台灣，並因袁雅琳的死而傷心欲絕 於第20集回港 於第22集得悉18年前姚知行被綁架及常金峰車禍死亡的真相，並一度想放棄做特技人 參見顛峰特技隊 |
| 朱晨麗        | 常美姝 | May豬、妹豬 特技人／「我們這一間」咖啡店老闆娘 26歲(1992年) 不喜歡別人幫自己做決定 常金峰之女，視其為偶像 袁雅琳之女，因八歲時被其抛棄而憎恨其，後和好 暗戀齊大志，後為其女友，於第25集接受其求婚成為其未婚妻 秦臻之好友 患有貧血問題 曾在拍攝期間突然暈倒而入院 於第12集與袁雅琳重遇 於第13集在齊大志口中得悉袁雅琳患有血癌 於第19集前往台灣，並因袁雅琳的死而傷心欲絕 於第20集回港 於第22集得悉18年前姚知行被綁架及常金峰車禍死亡的真相，並一度想放棄做特技人 參見顛峰特技隊 |

### 秦家
| 演員   | 角色   | 暱稱／關係 |
| 陳嘉輝 | 秦振國 | 商人 梅幼馨之夫 秦臻之父，與其不和兼利用其，後和好 经常生意失敗，利用秦臻來还債 曾多次為了生意而安排秦臻出席富商飯局 於第11集在財務公司借下巨款，而與秦臻被黎炭的手下綁走 於第13集在秦臻協助下開始嘗試經營網購店 |
| 祝文君 | 梅幼馨 | 秦振國之妻 秦臻之母，並利用其，後體諒其 曾多次為了生意而與秦振國安排泰臻出席富商飯局 |
| 傅嘉莉 | 秦 臻  | 津津 演員／木南娛樂工作室旗下藝人 秦振國之女，與其不和兼被其利用，後和好 梅幼馨之女，並被其利用 霍大衛之前女友 暗戀姚知行，曾被其拒絕，後成為其好感對象，最終成為其女友 於第11集因秦振國在財務公司借下巨款而被黎炭的手下綁走 於第13集打算與秦振國開設網店生意，後在齊大志幫忙聯絡下與方黛兒洽談，最終達成合作關係 參見木南娛樂工作室 |

### 其他演員
| 演員           | 角色   | 暱稱／關係 |
| 姚嘉妮         | 沈 穎  | 阿Wing、Wing姐 「我們這一間」咖啡店老闆娘 常美姝之好友 姚知行之粉絲 余偉楠之歡喜冤家 申浩然之前女友 於第15集接受齊大志入股經營咖啡店 於第25集入股「木南娛樂工作室」                                            |
| 歐陽巧瑩       | 殷秀娜 | Fiona 律師 姚知行之前女友 嚴承澤之女友，後為未婚妻，於第22集分手，最後復合 被嚴化冰針對及利用，後和好 |
| 李天縱         | 華姐   | 演員 |
| 泰 臣          | 霍大衛 | 演員 秦臻之男友，後分手 |
| 戴耀明         | Peter  | 導演 影射麥浚龍 |
| 陳狄克         | 蔡世龍 | 龍哥 「Stunt吧」老闆／酒保 齊大志及余偉楠之好友 |
| 張智軒         | 李 炯  | 炯少 社團人士 黎炭之手下 與鄭逸飛曾為同倉獄友，並邀他一起參與非法活動 欠下黎炭一大筆債務 於第23集與阮競勇綁架姚知行及嚴丞澤，後向嚴化冰勒索2000萬作為贖金 於第24集企圖殺死阮競勇後夾帶私逃，但反被其看穿兼刺死 |
| 鄭恕峰         | 黎 炭  | 炭哥 社團人士 李炯之老大 齊大志之前老大 秦振國之債主 |
| 許碧姬         |        | 洛之華之母 |
| 曾慧雲         | 蚊 姐  | 鐘點傭工 |
| 潘冠霖         | Yan    | Yan哥 電視台職員 |
| 王致狄         | 堅     | |
| 梁珈詠         | 噹     | |
| 謝可逸         |        | 副導 |
| 黃榮燊         |        | 酒保 |
| 趙璧渝         |        | 記者 |
| 黃文意         |        | 物理治療師 協助洛之華進行物理治療 |
| 范仲           |        | 悍匪 |
| 李天縱         | 華 姐  | 演員 |
| 劉一飛         |        | 導演 |
| 關浩揚         |        | 副導 |
| 秦啟維         |        | 導演助手 |
| 鄭詠謙         |        | 武術指導 |
| 莫偉文         |        | 遙控車店老闆 |
| 楊家寶         |        | 咖啡店侍應 |
| 關梓陽         |        | 咖啡店侍應 |
| 蔡國威         | 祥 哥  | 製片人 |
| 鍾志光         |        | 廣告導演 |
| 董敬文         |        | 副導 |
| 繆家慶         |        | 演員 |
| 吳佩隆         |        | 工作人員 |
| 張翼東         |        | 工作人員 |
| 梁博恩         |        | 動作指導 |
| 黃煒溏         | 軍火茂 | |
| 鄧永健         | 張競才 | |
| 黃愷怡         | 黃老師 | 齊冠一之班主任 |
| 蕭徽勇         | John   | 富商 |
| 周麗欣         |        | 嘉賓 |
| 姚浩政         | 詹國偉 | 詹Sir 刑事情報科督察 曾拘捕鄭逸飛和一直監視李炯 於第24集在阮競勇企圖殺害齊大志與姚知行時與下屬及時趕到，並將阮競勇擊斃                                                                                         |
| 李 豪          |        | 刑事情報科探員（CID） 詹國偉之下屬 |
| 李嘉晉         |        | 刑事情報科探員（CID） 詹國偉之下屬 |
| 吳展驊         |        | 刑事情報科探員（CID） 詹國偉之下屬 |
| 彭紀諺         |        | 刑事情報科探員（CID） 詹國偉之下屬 |
| 馮奕森         |        | 刑事情報科探員（CID） 詹國偉之下屬 |
| 焦浩軒         |        | 刑事情報科探員（CID） 詹國偉之下屬 |
| 葉家泓         |        | 李炯之手下 社團人士 |
| 李振斌         |        | 李炯之手下 社團人士 |
| 鍾偉           |        | 李炯之手下 社團人士 |
| 衛志豪         |        | 李炯之手下 社團人士 於第23集與李炯及阮競勇一同綁架姚知行及嚴承澤 於第24集被阮競勇殺死 |
| 蘇麗明         |        | 嚴家工人 |
| 黃梓瑋         | 周醫師 | |
| 白 雲          | 琪     | Vicky 鄭逸飛之心儀對象 珠寶店店員 當年偷竊後因被鄭逸飛頂罪而不用坐監 於第20集拒絕鄭逸飛追求 |
| 劉桂芳         | 家燕姐 | |
| 胡嘉盈         | 假 琪  | |
| 曾 敏          |        | 演員 |
| 劉芷希         |        | 艷女 |
| 黃得生（青年） | 楊 鐵  | 前泰拳拳王／露宿者 楊少聰之父，並憎恨其，後和好 包小娟之夫 當年因包小娟突然離世而大受打擊，後遺棄楊少聰獨自離家 於第9集答應戒酒，後被楊少聰接回家團聚及居住                                                    |
| 鄭家生         | 楊 鐵  | 前泰拳拳王／露宿者 楊少聰之父，並憎恨其，後和好 包小娟之夫 當年因包小娟突然離世而大受打擊，後遺棄楊少聰獨自離家 於第9集答應戒酒，後被楊少聰接回家團聚及居住                                                    |
| 邱芷微         | 包小娟 | 楊鐵之亡妻 楊少聰之亡母 誕下楊少聰時因難產而死 僅在遺照中出現 |
| 鍾 晴          |        | 護士 |
| 司徒暉         |        | 記者 |
| 蔡康年         |        | 主播 |
| 陳家良         |        | 攝影師 |
| 區軒瑋         | 洪偉琛 | |
| 劉嘉琪         |        | 副導 |
| 沈愛琳         |        | 嚴化冰之助手 |
| 陳靖雲         |        | 女模 |
| 郭千瑜         |        | 女模 |
| 陳婉衡         |        | 副導 |
| 袁鎮業         |        | 演員 |
| 陳念君         |        | 昊榮集團職員 |
| 吳綺珊         |        | 接待員 |
| 江富強         |        | 黎炭之手下 社團人士 |
| 曾海昌         |        | 黎炭之手下 社團人士 |
| 林宥喬         |        | 黎炭之手下 社團人士 |
| 吳曠利         |        | 黎炭之手下 社團人士 |
| 譚永浩         | Paul   | |
| 李漫芬         | Betty  | 昊榮集團職員 |
| 容天佑         |        | 松少之朋友 |
| 姚宏遠         | 松 少  | 富二代 企圖侵犯袁丸，但因羅米傑出現及阻止而事敗 |
| 文雅           | Mia    | 已婚 歐俊民之前秘密情人，後為其情婦但沒被其愛過，最後被其反目 |
| 莫家淦         |        | 醫生 |
| 盧峻峯         | Roy    | 昊榮集團職員 嚴承澤之下屬 |
| 李 倩          |        | 昊榮集團職員 |
| 尤志豪         |        | 小丑 |
| 利穎怡         |        | 導演 |
| 袁潔儀         | Annie  | Annie姐 名人 |
| 吳珮如         | Judy   | |
| 胡 㻗          | Ryan   | |
| 盧偉文         | River  | |
| 阮 兒          | Num    | Num師傅 泰國精油產品創辦人 秦臻之朋友 |
| 朱斐斐         | Lisa   | |
| 黃耀英         |        | 電視節目主持 |
| 曹思詩         |        | 艷女 |
| 黃穎君         |        | 護士 |
| 魏惠文         | 崔醫生 | |
| 周麗欣         | Alice  | |
| 余應彤         |        | 公子 |

## 收視

### 香港
本劇於香港無綫電視翡翠台、myTV SUPER7日跨平台及家外媒體總收視之紀錄：
| 週次 | 集數   | 日期                  | 收視率 | 備註                   |
| 1    | 1－5   | 2018年8月6日-8月10日  | 22點   | 星期一至五總收視22.4點 |
| 2    | 6－10  | 2018年8月13日-8月17日 | 22點   | 星期一至五總收視21.6點 |
| 3    | 11－15 | 2018年8月20日-8月24日 | 22點   | 星期一至五總收視22.3點 |
| 4    | 16－20 | 2018年8月27日-8月31日 | 23點   | 星期一至五總收視22.6點 |
| 5    | 21－25 | 2018年9月3日-9月7日   | 23點   | 星期一至五總收視22.9點 |
| 全劇 | 全劇   | 全劇                  | 22點   | 平均收視22.4點         |

### 澳門
本劇於澳門TVB Anywhere總收視之紀錄：
| 週次      | 集數      | 日期                  | 收視率 | 備註                   |
| 1         | 1－5      | 2018年8月6日-8月10日  | N/A點  | 星期一至五總收視N/A點  |
| 2         | 6－10     | 2018年8月13日-8月17日 | 15點   | 星期一至五總收視15.2點 |
| 3         | 11－15    | 2018年8月20日-8月24日 | 16點   | 星期一至五總收視15.6點 |
| 4         | 16－20    | 2018年8月27日-8月31日 | 16點   | 星期一至五總收視15.8點 |
| 5         | 21－25    | 2018年9月3日-9月7日   | 16點   | 星期一至五總收視16點   |
| 第6至25集 | 第6至25集 | 第6至25集             | 16點   | 平均收視15.75點        |

### 广州
本劇於广州同步播放翡翠台總收視之紀錄：
| 週次 | 集數   | 日期                  | CSM省网收视 | CSM市网收视 | 双网合计 | 收视份额 | 电视剧周排名 |
| 1    | 1－5   | 2018年8月6日-8月10日  | 1.71        | 1.08        | 2.79     | 10.38%   | 3            |
| 2    | 6－10  | 2018年8月13日-8月17日 | 1.69        | 1.38        | 3.07     | 11.86%   | 3            |
| 3    | 11－15 | 2018年8月20日-8月24日 | 1.82        | 1.16        | 2.98     | 10.63%   | 3            |
| 4    | 16－20 | 2018年8月27日-8月31日 | 1.60        | 1.07        | 2.67     | 9.15%    | 4            |
| 5    | 21－25 | 2018年9月3日-9月7日   | 1.87        | 1.44        | 3.31     | 13.09%   | 3            |
| 全劇 |        |                       |             |             |          |          |              |

## 爭議
此劇播出前，因題材新鮮，不少網民表示期待，但播出之後，實際上只有第1集有特技場面，後面24集的特技場面屈指可數，大部份劇情只是圍繞譚俊彥、朱晨麗、關楚耀、傅嘉莉的四角戀、方紹聰及李君妍的激情場面，甚至姚家爭產劇情，後期更出現綁架、警匪槍戰橋段，完全與特技人無關，令不少期待的網民大感失望，揚言要投訴無綫違反《商品說明條例》。

## 軼事
- 此劇是譚俊彥於無綫電視的首部時裝劇，並首次擔任第一男主角。
- 此劇是朱晨麗首次擔任第一女主角。[5]
- 此劇是關楚耀首部於無綫電視拍攝的劇集，並於劇中擔任第二男主角。[6]
- 此劇是楊玉梅（時隔20年）後回巢無綫電視拍攝的劇集。
- 此劇是秦啟維、楊玉梅及蔡國威三人自離開亞洲電視後首度於無綫電視合作的劇集。
- 此劇是譚俊彥、沈卓盈與楊凱博繼《天命》後再度飾演父子/母子。
- 此劇首播時段原安排播映《再創世紀》 ，後於首播前約兩星期改為播映此劇，並成為2018年TVB Amazing Summer推介劇集之一。
- 郭卓樺與何佩珉分別為劇中的齊大志與常美姝做動作替身。
- 方紹聰飾演火人的一幕引起關注，有網友質疑只是特技效果，但劇中演員證明是方紹聰真人上陣。
- 譚俊彥於第24集說「我冇做大佬好耐啦」，是1986年著名電影英雄本色狄龍飾演宋子豪所說的經典台詞，由於狄龍與譚俊彥於現實是兩父子，所以譚俊彥說出來會引起關注。
- 此劇是沈卓盈的告別作。
- 此劇是黃得生、蔡康年、李豪、關浩揚、王致狄、溫家偉、朱晨麗、沈卓盈、梁珈詠、傅嘉莉繼《衝上雲霄II》後再度合作。

## 記事
- 2017年6月16日：此劇於12:30在將軍澳電視廣播城一廠Common Room舉行造型記者會。[7]
- 2017年7月7日：此劇於15:00在將軍澳工業村駿才街77號電視廣播城一廠Common Room舉行開鏡拜神。[8]
- 2017年7月24日：此劇於15:00在鑽石山豐盛街11號香港海事青年團行政總部進行外景拍攝。
- 2017年10月17日：此劇舉行煞科宴。
- 2018年7月28日：此劇於12:00在紅磡都會道6-10號置富都會Level 7大堂舉行「特技試鏡大會」宣傳活動。
- 2018年8月2日：此劇於13:30在九龍城賈炳達道128號九龍城廣場4樓406-410號舖Speedway Diner舉行「風馳電制 極限競速」宣傳活動。
- 2018年8月8日：此劇於13:30在長沙灣東京街18號中華基督教會協和小學舉行「超級挑戰接力賽」宣傳活動。
- 2018年8月17日：此劇於13:30在九龍灣宏開道8號其士商業中心地下連1樓3室Fighting Art Center舉行「夏日大特訓」宣傳活動。
- 2018年8月31日：此劇於12:30在油塘油塘西邨巴士運輸交匯處舉行花車巡遊。

## 獎項及提名

### 觀眾在民間電視大奬2018
| 獎項       | 單位             | 結果 |
| ---------- | ---------------- | ---- |
| 最佳男主角 | 譚俊彥（齊大志） | 提名 |
| 最佳女主角 | 朱晨麗（常美姝） | 提名 |

### 萬千星輝頒獎典禮2018
| 獎項             | 單位                   | 結果 |
| ---------------- | ---------------------- | ---- |
| 最佳劇集         | 特技人                 | 提名 |
| 最佳男主角       | 譚俊彥                 | 提名 |
| 最受歡迎劇集歌曲 | 信念（主唱：鄭俊弘）   | 提名 |
| 最受歡迎劇集歌曲 | Lonely（主唱：譚嘉儀） | 提名 |

## 外部連結
- 《特技人》新劇特搜 - TVBUSA （页面存档备份，存于）
- 豆瓣电影上《特技人》的資料 （简体中文）

## 電視節目的變遷

### 港澳播放

#### 首播
| 香港 無綫電視翡翠台／ 澳門 TVB Anywhere 翡翠台 星期一至五 21:30-22:30 | 香港 無綫電視翡翠台／ 澳門 TVB Anywhere 翡翠台 星期一至五 21:30-22:30 | 香港 無綫電視翡翠台／ 澳門 TVB Anywhere 翡翠台 星期一至五 21:30-22:30 |
| --------------------------------------------------------------------- | --------------------------------------------------------------------- | --------------------------------------------------------------------- |
|                                                                       | 特技人 （2018.08.06 - 2018.09.07）                                    |                                                                       |
| 冒險王衛斯理之無名髮 （2018.07.30 - 2018.08.03）                      | 再創世紀 （2018.09.10 - 2018.10.28）                                  |                                                                       |